# Agrotis edentifera
Agrotis edentifera là một loài bướm đêm trong họ Noctuidae.